# The Mission (Original Soundtrack from The Motion Picture)
| Recensione | Giudizio |
| ---------- | -------- |
| AllMusic   | [ 2 ]    |
| Filmtracks | [ 3 ]    |
| Ibs.it     | [ 4 ]    |

The Mission (Original Soundtrack from The Motion Picture) è un album in studio del compositore italiano Ennio Morricone, pubblicato nel 1986. L'album contiene la colonna sonora dell'omonimo film del 1986 diretto da Roland Joffé, composta, orchestrata e prodotta da Ennio Morricone.

## Descrizione
L'album combina cori liturgici, ritmi etnici e chitarre spagnole, spesso nelle stesse tracce, che cercano di rappresentare le diverse culture descritte nel film.
Nella composizione della colonna sonora è stato notato come Morricone sembri riprendere i motivi di Domenico Zipoli, gesuita italiano che visse nelle Riduzioni dell'attuale Paraguay in particolar modo dell'Adagio per oboe, violoncello, archi e organo
Il tema principale, Falls, rimane uno dei brani più celebri di Morricone, ed è stato utilizzato in numerose pubblicità. Il brano italiano Nella Fantasia è basata sul tema Gabriel's Oboe ed è stato registrato da numerosi artisti, fra cui Sarah Brightman, Amici Forever, Il Divo, Russell Watson e Hayley Westenra.
La colonna sonora è stata nominata per un premio Oscar nel 1987, mentre ha vinto il Golden Globe per la migliore colonna sonora originale e il BAFTA alla migliore colonna sonora. È stata inoltre selezionata come 23ª migliore colonna sonora del cinema americano dall'American Film Institute.
Il 17 dicembre 2002 viene pubblicata una versione rimasterizzata dell'album.

## Tracce
1. On Earth As It Is In Heaven – 3:50
2. Falls – 1:55
3. Gabriel's Oboe – 2:14
4. Ave Maria Guarani – 2:51
5. Brothers – 1:32
6. Carlotta – 1:21
7. Vita Nostra – 1:54
8. Climb – 1:37
9. Remorse – 2:46
10. Penance – 4:03
11. The Mission – 2:49
12. River – 1:59
13. Gabriel's Oboe – 2:40
14. Te Deum Guarani – 0:48
15. Refusal – 3:30
16. Asuncion – 1:27
17. Alone – 4:25
18. Guarani – 3:56
19. The Sword – 2:00
20. Miserere – 1:00

## Crediti
- Ennio Morricone - direzione d'orchestra
- David Bedford - direttore dei cori[8]
- London Philharmonic Orchestra - orchestra
- Joan Whiting - oboe
- Barnet Schools Choir - cori